# パトリック・ベイトソン
ポール・パトリック・ゴードン・ベイトソン（Sir Paul Patrick Gordon Bateson, FRS 1938年3月31日 - ）はイギリスの動物行動学者、進化生物学者、サイエンスライター。

## 来歴
ベイトソンは大学院生時代にニコ・ティンバーゲンのゾウゲカモメの最初の研究に加わり、ケンブリッジ大学から動物行動で博士号を取得した。1984年から2005年までケンブリッジ大学で動物行動学の研究を行い、2005年からは名誉教授。1988年から2003年までキングス・カレッジの学長、2004年以来ロンドン動物学会の会長をつとめている。
ベイトソンは260以上の論文を執筆しているほか、サイエンスライターとして動物行動学、動物福祉、発生生物学、遺伝学に関する一般向けの著作も多い。
1983年に王立協会フェローに選出され、1998年から2003年まで王立協会の生物科学部門の副部長をつとめた。イギリス議会の科学アドバイザーもつとめている。2003年にナイトに叙された。
祖父のいとこは著名な遺伝学者ウィリアム・ベイトソンである。

## ベイトソンのキューブ
ベイトソンは動物実験の指針を提唱した。これはベイトソンのキューブと呼ばれている。ベイトソンのキューブは動物実験を三つの基準から評価する。
1. 動物の苦痛の度合い
2. 研究の質
3. 潜在的な医学的利益

イギリスではこの三つの基準を満たさない実験は認めない法律が1986年に制定された。